# Naftali Temu
Nabiba Naftali Temu (Sokit, 20 aprile 1945 – Nairobi, 10 marzo 2003) è stato un mezzofondista e maratoneta keniota, campione olimpico dei 10000 metri piani a Città del Messico 1968.

## Biografia
Naftali Temu inizia a praticare atletica leggera all'età di 14 anni. La sua prima competizione di rilievo internazionale sono i Giochi olimpici di Tokyo nel 1964, dove gareggia nella maratona, chiusa al 49º posto con il tempo di 2h40'46".
L'anno successivo vince la medaglia d'argento nei 5000 metri piani durante l'edizione inaugurale dei Giochi panafricani tenutisi a Brazzaville. Nel 1966 ai Giochi del Commonwealth di Kingston vince l'oro nella specialità delle 6 miglia, battendo il favorito e primatista mondiale Ron Clarke.
Ai Giochi olimpici di Città del Messico del 1968 ottiene la sua più importante vittoria, conquistando la medaglia d'oro nei 10000 m piani, davanti all'etiope Mamo Wolde in 29'27"4. Partecipa anche ai 5000 m, arrivando terzo, e nuovamente alla maratona dove però chiude solo al 19º posto in 2h32'36".
Dopo i Giochi olimpici del 1968, Temu non raggiungerà più risultati di rilievo. Partecipa anche alle Olimpiadi del 1972 a Monaco di Baviera ma viene subito eliminato durante le batterie dei 10000 metri. Si ritira dall'attività agonistica nel 1973.
Temu muore a causa di un cancro alla prostata all'età di 57 anni al Kenyatta National Hospital di Nairobi.

## Palmarès
| Anno | Manifestazione          | Sede              | Evento        | Risultato | Prestazione | Note |
| ---- | ----------------------- | ----------------- | ------------- | --------- | ----------- | ---- |
| 1964 | Giochi olimpici         | Tokyo             | 10000 m piani | Finale    | dnf         |      |
| 1964 | Giochi olimpici         | Tokyo             | Maratona      | 49º       | 2h40'46"    |      |
| 1965 | Giochi panafricani      | Brazzaville       | 5000 m piani  | Argento   | 13'58"4     |      |
| 1966 | Giochi del Commonwealth | Kingston          | 3 miglia      | 4º        |             |      |
| 1966 | Giochi del Commonwealth | Kingston          | 6 miglia      | Oro       | 27'14"21    |      |
| 1968 | Giochi olimpici         | Città del Messico | 5000 m piani  | Bronzo    | 14'06"4     |      |
| 1968 | Giochi olimpici         | Città del Messico | 10000 m piani | Oro       | 29'27"4     |      |
| 1968 | Giochi olimpici         | Città del Messico | Maratona      | 19º       | 2h32'36"    |      |
| 1970 | Giochi del Commonwealth | Edimburgo         | 10000 m piani | 19º       |             |      |
| 1972 | Giochi olimpici         | Monaco            | 10000 m piani | Batteria  | 30'19"6     |      |

## Campionati nazionali
1963
- Oro ai campionati kenioti, 6 miglia

1965
- Argento ai campionati kenioti, 3 miglia - 13'40"4
- Oro ai campionati kenioti, 6 miglia - 28'18"5

1966
- Oro ai campionati kenioti, 6 miglia - 29'28"8

1967
- Oro ai campionati kenioti, 3 miglia - 13'33"8
- Oro ai campionati kenioti, 6 miglia - 28'16"4

1968
- Argento ai campionati kenioti, 3 miglia - 13'35"4

1969
- Oro ai campionati kenioti, 5000 m piani - 14'13"0
- Oro ai campionati kenioti, 10000 m piani - 29'14"0

1971
- Bronzo ai campionati kenioti, 5000 m piani - 14'03"4
- Oro ai campionati kenioti, 10000 m piani - 29'31"0

1972
- Bronzo ai campionati kenioti, 5000 m piani - 13'57"6
- Oro ai campionati kenioti, 10000 m piani - 28'31"6

## Altre competizioni internazionali
1966
- 4º all'ISTAF Berlin ( Berlino), 5000 m piani - 13'47"0

1968
- 8º al DN Galan ( Stoccolma), 5000 m piani - 13'37"6

1970
- Oro alla Cinque Mulini ( San Vittore Olona) - 30'37"

1971
- Argento all'ISTAF Berlin ( Berlino), 5000 m piani - 13'36"6